# Kennet Valley Alderwoods
La Kennet Valley Alderwoods est un site d'intérêt scientifique particulier de 56,8 hectares (140,35 acres) situé dans les paroisses civiles de Welford et Speen dans le comté anglais du Berkshire. Il a été classé en 1997.
Ses forêts sont les plus gros fragments restants d’une forêt humide de frênes et d’aulnes bois dans la plaine inondable de la rivière Kennet. 
Le site d'intérêt scientifique particulier comprend deux forêts, la Wilderness et une partie de la Ryott's Plantation, qui sont importantes, car elles abritent une très grande diversité de plantes associés à ce type de bois. Ces forêts sont majoritairement constituées d'aulnes (Alnus glutinosa), le frêne (Fraxinus excelsior) parfois plus abondant et de quelques chênes (Quercus robur) et ormes (Ulmus glabra). En plus de la large gamme de plantes supérieures, les bois abritent une flore diversifiée de bryophytes dont le rare épiphytes Radula complanata, Zygodon viridissimus et Orthotrichum affine.